# Sempervivoideae
Sempervivoideae, najveća od tri potporodica tustikovki kojoj pripada 4 opisana tribusa biljaka sa sukulentnim listovima.

## Tribusi i rodovi
1. Tribus Umbiliceae Meisn.
  1. Sinocrassula A. Berger (11 spp.)
  2. Meterostachys Nakai (1 sp.)
  3. Orostachys (DC.) Fisch. (15 spp.)
  4. Hylotelephium H. Ohba (31 spp.)
  5. Perrierosedum (Berger) H. Ohba (1 sp.)
  6. Umbilicus DC. (14 spp.)
  7. Pseudosedum (Boiss.) A. Berger (12 spp.)
  8. Rhodiola L. (66 spp.)
  9. Phedimus Raf. (19 spp.)
2. Tribus Semperviveae Dumort.
  1. Sempervivum L. (48 spp.)
  2. Petrosedum Grulich (10 spp.)
3. Tribus Aeonieae Thiede ex Reveal
  1. Aichryson Webb & Berthel. (15 spp.)
  2. Monanthes Haw. (13 spp.)
  3. Aeonium Webb & Berthel. (41 spp.)
4. Tribus Sedeae Fr.
  1. Pistorinia DC. (4 spp.)
  2. Rosularia (DC.) Stapf (22 spp.)
  3. Prometheum (A. Berger) H. Ohba (8 spp.)
  4. Afrovivella A. Berger (1 sp.)
  5. Sedella Fourr. (4 spp.)
  6. Dudleya Britton & Rose (47 spp.)
  7. Sedum L. (449 spp.)
  8. Cremnophila Rose (3 spp.)
  9. Villadia Rose (27 spp.)
  10. Lenophyllum Rose (7 spp.)
  11. Reidmorania Kimnach (1 sp.)
  12. Graptopetalum Rose (20 spp.)
  13. Thompsonella Britton & Rose (8 spp.)
  14. Echeveria DC. (183 spp.)
  15. Pachyphytum Link, Klotzsch & Otto (24 spp.)